# La Leçon de valse du petit François
La Leçon de valse du petit François est une chanson comique écrite et composée en 1834 par Amédée de Beauplan (1790-1853), et qui a connu un grand succès pendant plus d’un siècle.

## Historique
Littérateur, auteur de vaudevilles et d’opéras, compositeur et peintre, Amédée Rousseau, dit de Beauplan, a écrit de nombreuses chansons comiques, telles L’Anglaise en diligence (musique de Gluck), L’Anglais mélomane, etc.
Les paroles de la chanson sont supposées être celles d’une vieille Strasbourgeoise (ou Bavaroise selon une autre version, mais le nom d’« Alsacienne » apparaît dans la chanson) qui veut à toute force donner une leçon de valse à un jeune conscrit, tout en évoquant un passé lié à la présence des armées napoléoniennes dans les pays germaniques et la Pologne. Le ressort comique est basé sur l’accent, ici germanique, sinon alsacien, où se mêle un passage supposé en langage local, évidemment sans signification. D’autre part, le contraste que suggère le texte, entre la grosse et vieille valseuse et le frêle jeune homme. La grosse Marie chante en donnant ses conseils au pauvre garçon, qui essaie vainement de lui échapper.

## Paroles
Mon béti Vrançois,
Mon béti Vrançois,
Toi fouloir que che t'apprenne
Comment audrefois,
Comment audrefois,
Che falsais à la prussienne
Ou pien à la tyrolien-ne,
Écoute pien-en, écoute pien-en,
La lezon de ton bonne ami-e,
Recarte pien-en,
Recarte pien-en,
Gomme fait la grosse Marie.
Tu met-tre ton pied là,
Trin, trin, trin, trin, trin, trin, trin, trin,
Zer-re moi mieux que ça,
Vass flin floun der crass nich fich clack,
Mar-que tonc lé mesure,
Oh ! Que ton têt' est tu-u-re !
Trin, trin, trin, trin,
La la, la, la, la, la, la, la, la, la-a, la, la, la,
Trin, trin, trin, trin, la, la, la, la, la,
La, la, la, la, la…
Sur les pords du Rhin
À Fienne à Perlin
Ch'ai connu l'armée française,
Plus t'un caporal,
Plus t'un général,
Afec moi, ne t'en déplaise,
De falser était pien aise !
Ch'avais fingt ans,
Des gross's couleurs,
Ch'étais dodue, un peu sournoise,
Ils m'appelaient tous ces messieurs,
La séduisante Pafaroisse (ou Strasbougeoise).
Les bras plus près du corps !
Trin, trin, trin, trin, trin, trin, trin, trin,
On tirais que tu tors !
Vass flin floun etc.
J'ai connu Moreau,
Victor, Augereau,
Quand j'étais à Varsovie
J'ai connu Murat !
Avec Masséna
J'ai valsé à Cracovie,
C'est le beau temps de ma vie
À Fienne un jour, Napoléon
M'avait rendue bien glorieuse
A mon valseur, il dit "Dragon,
Quel grenadier que ta falseuse ! "
Prends ton air gracieux...
Trin trin trin
Fais mois donc les doux yeux...
Trin trin trin
Marque donc les mesures...
La la la...
— J'étouffe de chaleur
Ça m'troubl' sur le cœur
J'vais r'trouver mon capitaine…
— Non tu valseras !
— J'te dis qu'je n'veux pas !
— J'te dis qu'il faut que j't'apprenne !
— Est-elle entêtée l'ancienne
— Un petit tour, ça fa fenir !
— J'veux m'en aller…
J'veux pas qu'on m'tienne
— Monsieur François, faut pas partir !
— Me v'là bloqué par l'Alsacienne !
— François mets ton pied là...
Trin trin trin
C'est beaucoup mieux déjà...
Trin trin trin
Bravo c'est en mesure...
La la la...
Cette chansonnette a été constamment reprise au cabaret par de nombreux interprètes. Elle a été enregistrée notamment par le chanteur et fantaisiste lorrain George Chepfer, par Pierre Bertin de la Comédie française, etc.